# Доска почёта

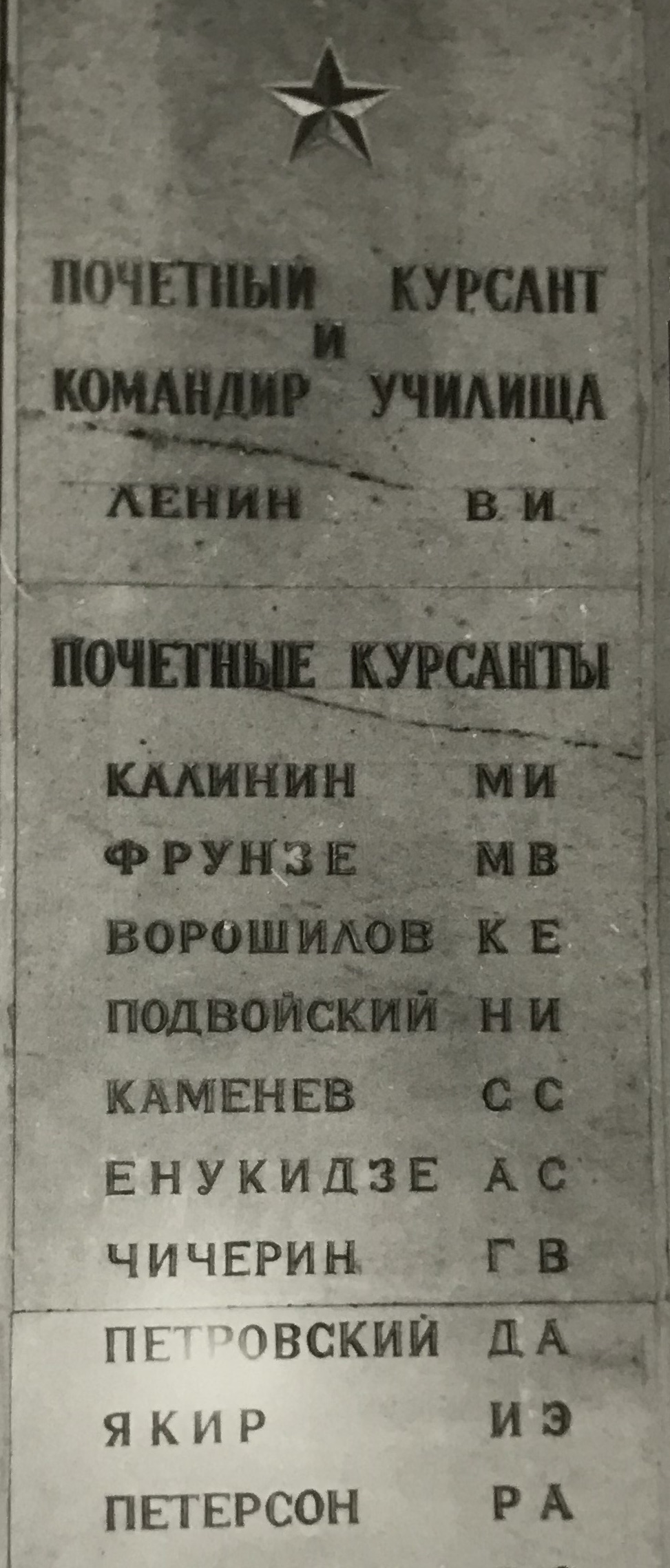
Доске почёта МВВКУ с перечнем почётных курсантов.

Доска почёта, Почётная мраморная доска — в России, имперского периода, Советском Союзе — специальная доска, стенд с именами и фотографиями (позднее) лиц окончивших учебные заведения с отличием, почётных военнослужащих, научных работников, передовиков производства и так далее. 
Доска почёта обычно представляла собой широкий щит, обтянутый красной материей, и располагалась у проходной или в холле принадлежащего организации здания. 

## История
История досок почёта уходит в глубь времен. Уже в XIV веке, после освобождения Китая от монгольского ига основатель новой династии Мин император Хунъу повелел построить в каждой деревне империи два павильона, в одном из которых на стенды заносились бы хорошие дела жителей, а в другом имелся бы список правонарушений, совершённых селянами. В этих же павильонах сельские старосты разбирали гражданские дела и совершали суд над нарушителями.
В Российской империи, в военно-учебных заведениях, в качестве мер для поощрения и «да возбуждения в воспитанниках соревнования и стремления к воинским доблестям» служили мраморные доски, было повелено иметь: в рекреационных залах всех заведений — серые мраморные доски, с именами отличнейших из числа воспитанников каждого выпуска, а в церквах заведений — чёрные мраморные доски, для помещения имен всех бывших воспитанников, «павших на воле чести или умерших от полученных в сражении ран, в каком бы офицерском чине ни постигла их славная смерть воина».
Во время Гражданской войны в Китае красные и чёрные доски получили распространение и в Китайской Красной Армии и «освобождённых районах» уже в 1930-х годах.
В первые годы советской власти Доска почёта называлась красной доской, при этом как противоположность ей существовала чёрная доска (доска позора; см. также Чёрные доски), на которую заносились пьяницы, прогульщики и лодыри. Доска почёта предусматривалась «Правилами внутреннего трудового распорядка», регламентировавшими трудовой распорядок в советских учреждениях, предприятиях и организациях. Кроме того, существовали городские, районные, областные, краевые и республиканские доски почёта.
С распадом СССР и сменой политического и экономического строя в начале 1990-х годов использование досок почёта осталось в России, в ВС России, и прекратилось в некоторых странах (кроме Белоруссии и Приднестровья).
Однако на волне частичной внешней ресоветизации во время нахождения В. В. Путина на должности Президента России этот атрибут советского строя вернулся, в частности в виде стендов «Почётные жители нашего города» и других подобных конструкций. Одним из городов, в которых, по состоянию на 2011 год, функционируют и обновляются доски почёта, является Севастополь[значимость факта?]. На площади Нахимова расположена главная городская доска почёта, у каждого района города также есть своя доска почёта[значимость факта?].

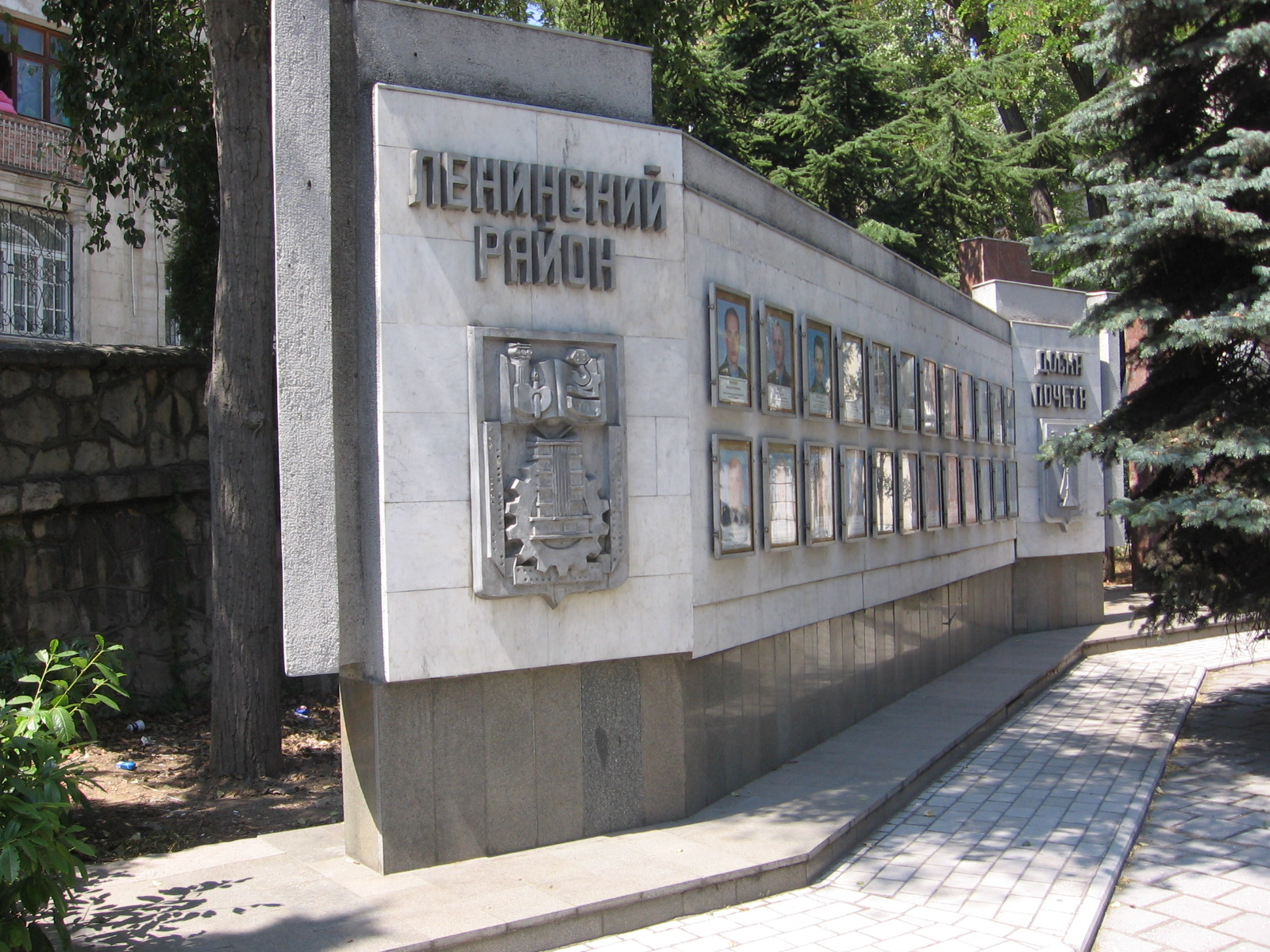
Доска почёта Ленинского района Севастополя
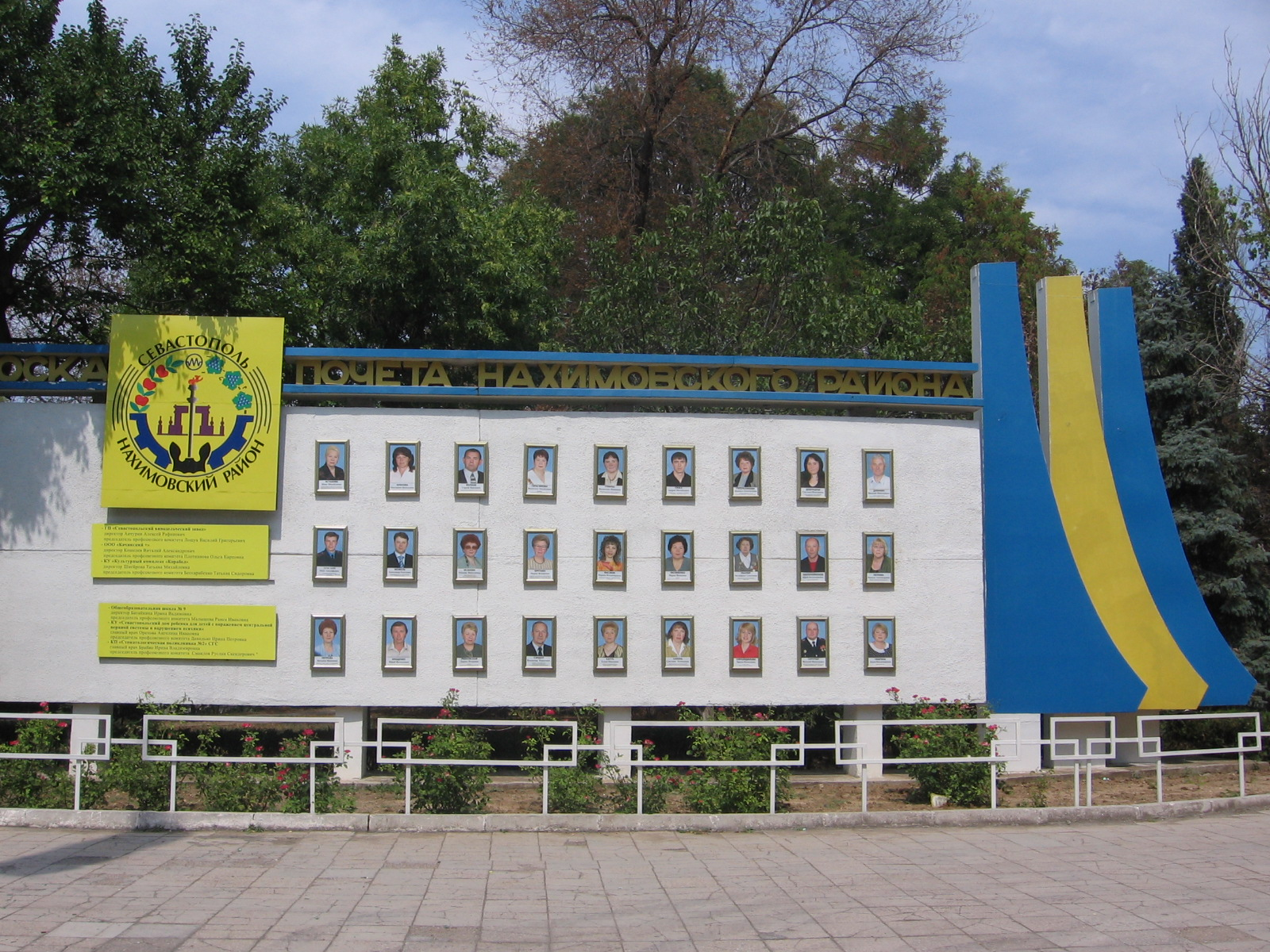
Доска почёта Нахимовского района Севастополя
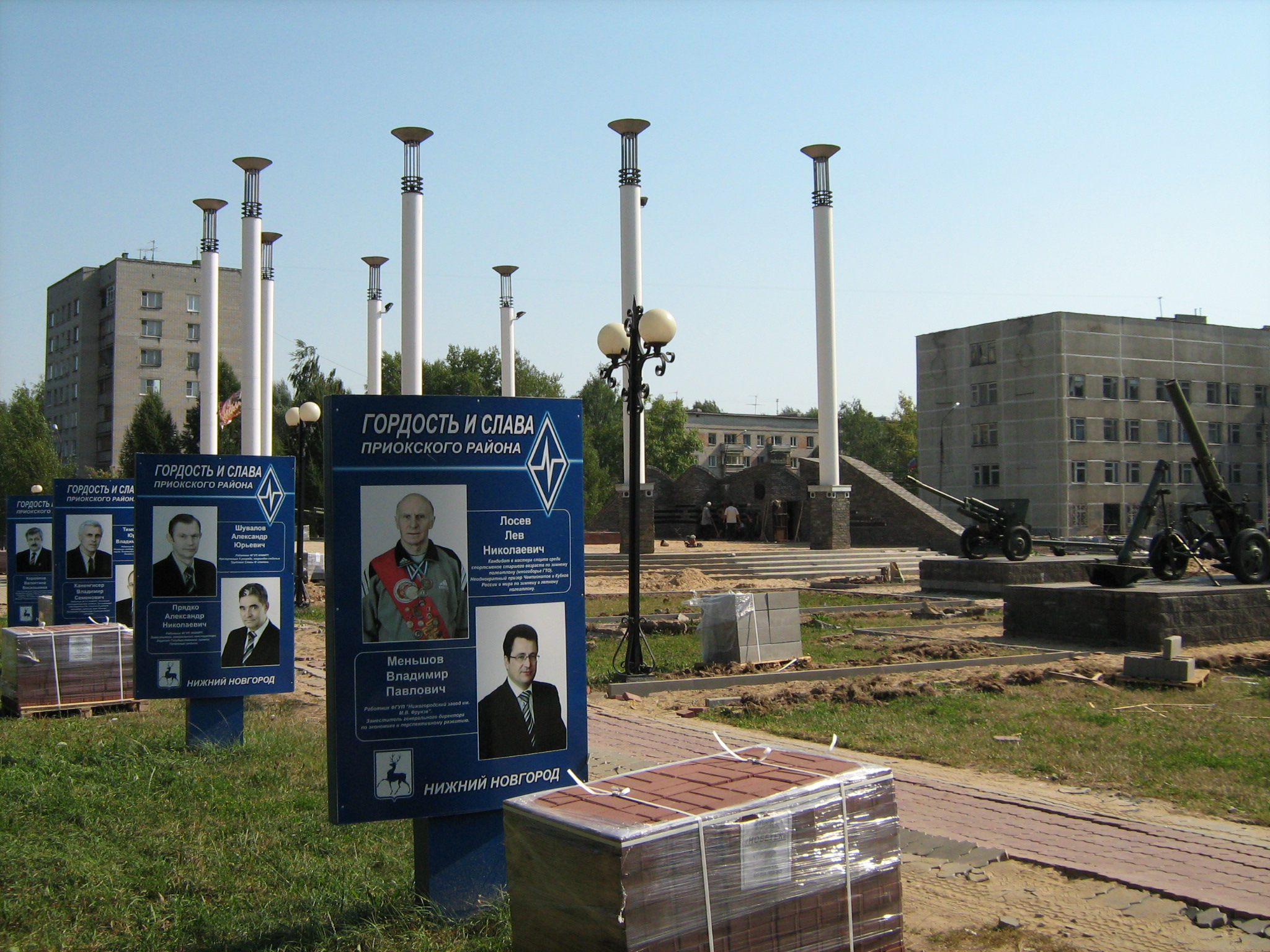
«Гордость и слава Приокского района» (Нижний Новгород)
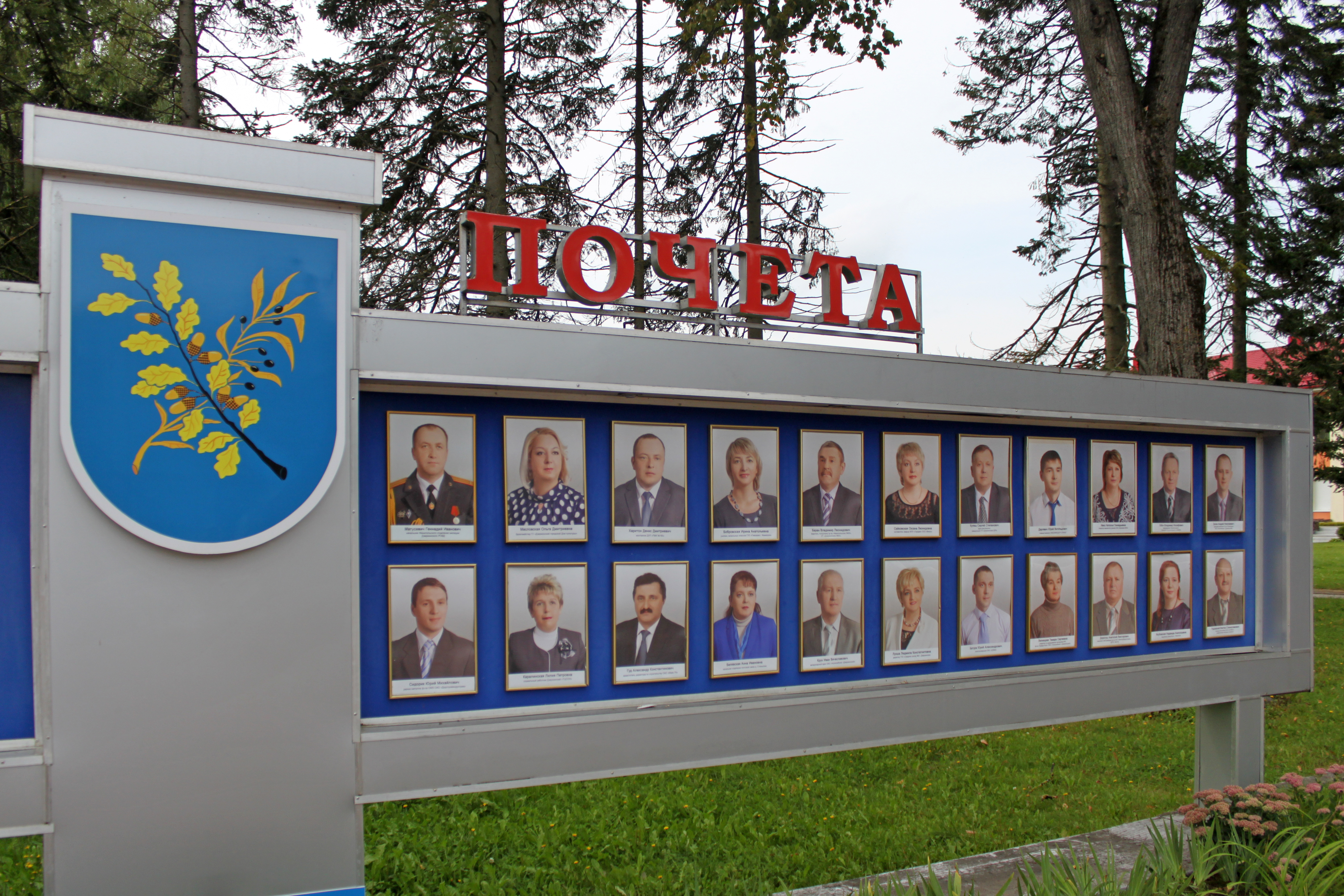
Доска почёта в г. Дзержинск (Минская область), Белоруссия
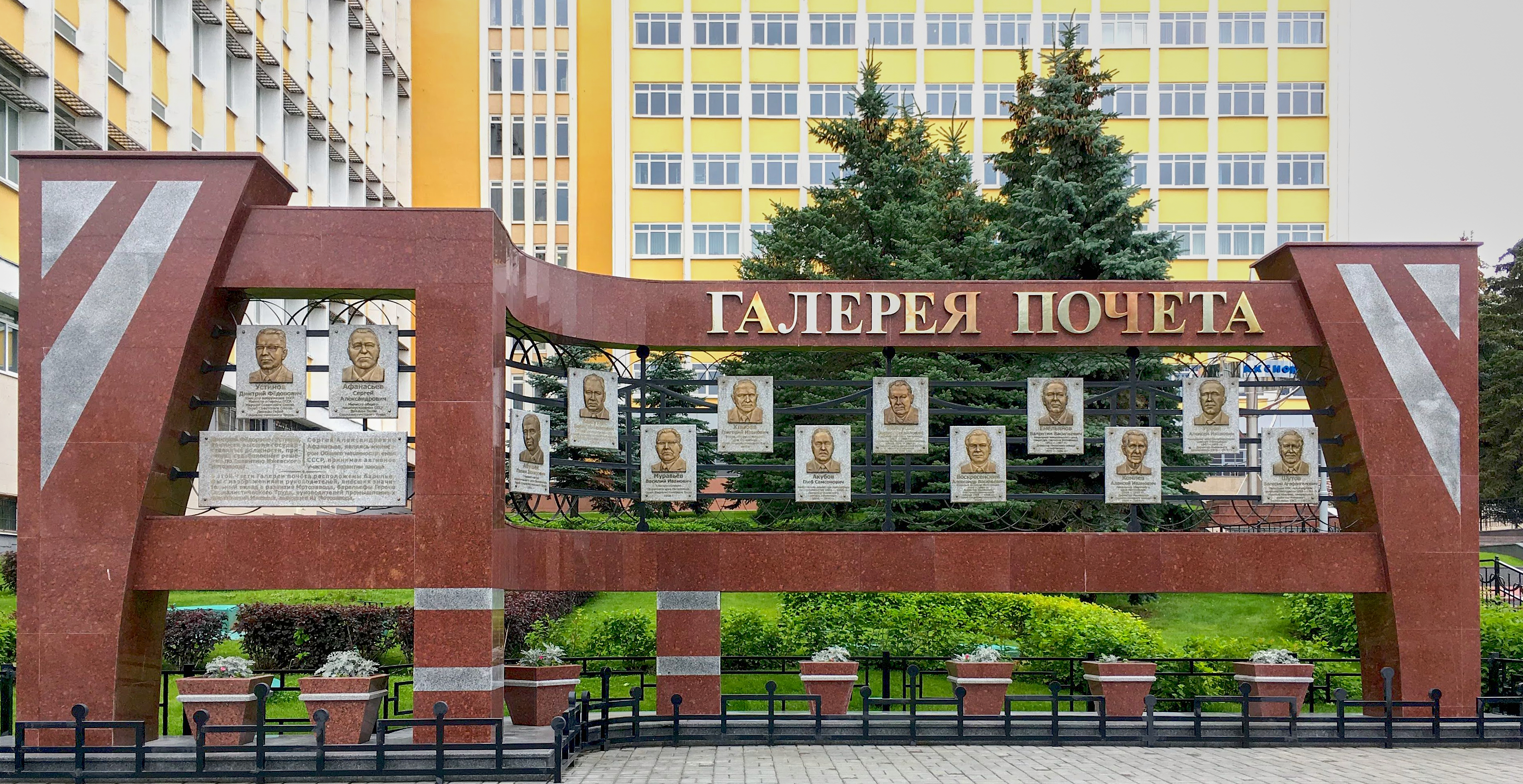
Галерея почёта Ижевского мотозавода